# Aleksander Bardini
Pour les articles homonymes, voir Bardini.
Aleksander Bardini né Aleksander Bardyni est un acteur, metteur en scène, réalisateur et enseignant polonais né le 17 novembre 1913 à Łódź et mort le 30 juillet 1995 à Varsovie.

## Biographie
Il naît à Łódź dans une famille juive. Il est le fils de Józef Bardyni et de Maria, née Grad. Son père est cuisinier de profession et, en 1913, sa femme et lui tiennent un restaurant au rez-de-chaussée de la maison dans laquelle ils vivent, au 6 de la rue Zielona. Selon le carnet d'adresses de la ville de Lódź de 1937-1939, Józef Bardyni décrit les lieux comme un « restaurant ». Le bâtiment, situé à proximité du Zielony Rynek (aujourd'hui place Norbert Barlicki), très fréquentée à Łódź, assure au restaurant des Bardinis une bonne et constante rentabilité.
Adolescent, il se produit dans un quatuor à cordes (violon) et dans le cabaret d'avant-garde Ararat, qui présente des spectacles en yiddish, ainsi que dans la société littéraire et musicale juive Hazomir à Łódź (pl). Il étudie l'art dramatique (1932-1935) et la mise en scène (1936-1939) à l'Institut du théâtre d'État de Varsovie, où il a pour professeurs Leon Schiller et Aleksander Zelwerowicz. Il change son nom de famille de Bardyni à Bardini lorsqu'il s'inscrit à l'Institut national du théâtre de Varsovie en 1932.
Avant la Seconde Guerre mondiale, il se produit au Théâtre Polski de Varsovie. Il passe les occupations soviétique et allemande à Lviv. De septembre 1939 à juin 1941, il travaille comme acteur et metteur en scène au Théâtre dramatique polonais de Lviv. Après l'occupation de la ville par l'armée allemande, il est réinstallé dans le ghetto de Lviv. Après s'être échappé du côté aryen, il se cache dans un appartement privé. Après la réoccupation de Lviv par l'armée soviétique en juillet 1944, il reprend son travail au théâtre et, en 1945, s'installe avec son équipe de Lviv à Katowice. C'est là qu'il monte ses premières grandes productions, notamment Dom otwarty de Michał Bałucki.
En avril 1945, il épouse Julia Aftanasowa et le 9 août 1945, sa fille Maria, appelée Malina, naît à Lviv. Après le pogrom de Kielce en 1946, il émigre de Pologne. Il reste à Munich jusqu'en novembre 1948, où il travaille comme metteur en scène et directeur artistique du Théâtre d'art juif. Il vit ensuite à Montréal. Au Canada, il travaille dans une entreprise de fourrure et brièvement dans une usine de lampes.
Le 1er mars 1950, Bardini retourne en Pologne et commence à travailler avec les théâtres de Varsovie : Wielki et Polski. Il met en scène Cabale et Amour de Friedrich Schiller et Balladyna de Juliusz Słowacki. Sa mise en scène de Dziady d'Adam Mickiewicz, en 1955, devient un événement important. À cette époque, il commence à travailler avec la télévision, occupant le poste de directeur en chef du programme TVP le 1er décembre 1956.
De 1958 à 1960, il est directeur du théâtre Ateneum. Il travaille longtemps à l'Académie de théâtre Alexandre-Zelwerowicz (professeur depuis 1953). Dans les années 1970, il a animé des programmes télévisés populaires pour les artistes de théâtre amateurs dans le bloc de programmes Studio 2. Il a enseigné au département d'art dramatique de l'université de Géorgie et à l'école de musique et d'art dramatique de Stockholm.
Après sept saisons au théâtre Polski, il devient directeur artistique du théâtre Stefan Jaracz de Łódź (pl). Il est directeur général et artistique du théâtre Ateneum à Varsovie. Il collabore avec le théâtre Współczesny de Varsovie (pl). À partir du milieu des années 1960, il est invité à mettre en scène des spectacles au théâtre Stary de Cracovie.
À la fin des années 1970, il abandonne la mise en scène et l'enseignement aux étudiants. Il est membre du centre polonais de l'Institut international du théâtre et membre du jury de la Revue des Chants d'Acteurs (pl) de Wrocław.
En 1994, il célèbre son 60e anniversaire en tant qu'artiste et son 80e anniversaire en même temps. Il est membre de la Société sociale et culturelle des Juifs de Pologne (pl).
Il meurt à Varsovie et est enterré dans les catacombes du cimetière de Powązki de Varsovie (rangée 107-3).